# Juventus Football Club 2006-2007
Questa voce raccoglie le informazioni riguardanti la Juventus Football Club nelle competizioni ufficiali della stagione 2006-2007.

## Stagione
(David Trezeguet, 2014)

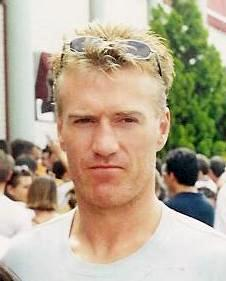
Il nuovo allenatore Didier Deschamps, già giocatore bianconero, riporta la Juventus in Serie A dopo la retrocessione d'ufficio.

L'annata fu la prima dei bianconeri in Serie B, a seguito della retrocessione d'ufficio dopo lo scandalo Calciopoli. Il 10 luglio 2006 arrivò sulla panchina torinese Didier Deschamps, già motore del centrocampo juventino nella seconda metà degli anni 90: per la Vecchia Signora fu il primo allenatore non italiano da trentatré anni a quella parte, raccogliendo l'eredità del cecoslovacco Čestmír Vycpálek.
Da questa stagione la Juventus torna a giocare nel vecchio stadio Comunale, nel frattempo ristrutturato e ribattezzato in Olimpico nell'ambito dei XX Giochi olimpici invernali e dei IX Giochi paralimpici invernali ospitati da Torino nei mesi precedenti; cambia anche la sede d'allenamento, con la squadra che migra dal centro Sisport di via Guala al nuovo Juventus Training Center di Vinovo, di sua proprietà.
Dopo 36 partite del campionato cadetto, e nonostante una forte penalizzazione in classifica (inizialmente di –30, poi ridotta dapprima a –17 e infine a –9), la squadra si trovò in testa alla classifica. Rimasero in rosa, fra gli altri, Alessandro Del Piero, David Trezeguet, Mauro Camoranesi, Gianluigi Buffon e Pavel Nedvěd, mentre furono fatti esordire numerosi giovani del vivaio, tra cui Claudio Marchisio, Sebastian Giovinco, Paolo De Ceglie e Raffaele Palladino.
Rimanendo sempre tra le prime posizioni della serie cadetta, la Juventus collezionò solo quattro sconfitte: la prima contro il Mantova nella trasferta del 13 gennaio (0-1) – che pose fine a un'imbattibilità assoluta del club nei campionati che perdurava da 45 gare (Milan-Juventus 3-1 del 29 ottobre 2005) –, la seconda contro il Brescia su campo neutro (sempre a Mantova) il 10 marzo (1-3), la terza contro il Bari nella trasferta del 3 giugno (0-1) e l'ultima in casa contro lo Spezia il 10 giugno (2-3); le ultime due, ininfluenti, arrivarono subito dopo aver raggiunto matematicamente il primo posto in classifica, tuttavia l'ultima interruppe l'imbattibilità interna in campionato dei bianconeri che durava da oltre due anni (Juventus-Inter 0-1 del 20 aprile 2005).
Il 19 maggio 2007, dopo la vittoria per 5-1 sul campo dell'Arezzo, la squadra raggiunse l'aritmetica promozione in Serie A, con tre giornate di anticipo rispetto alla fine del campionato; sette giorni dopo, con la vittoria interna per 2-0 contro il Mantova, toccando quota 85 punti ottenne matematicamente anche il primo posto nella classifica. La stessa sera Deschamps risolse consensualmente il contratto con la società: la panchina venne quindi affidata, sino al termine del campionato, all'allenatore in seconda Giancarlo Corradini.
La stagione fu altresì segnata dal lutto per la scomparsa di due ragazzi della squadra Berretti, il centrocampista Alessio Ferramosca e il portiere Riccardo Neri, annegati in un lago artificiale dello Juventus Center di Vinovo il 15 dicembre 2006, poco prima dell'inizio della gara della prima squadra contro il Cesena; la partita venne rinviata, come pure quelle delle formazioni giovanili della società bianconera.

## Divise e sponsor

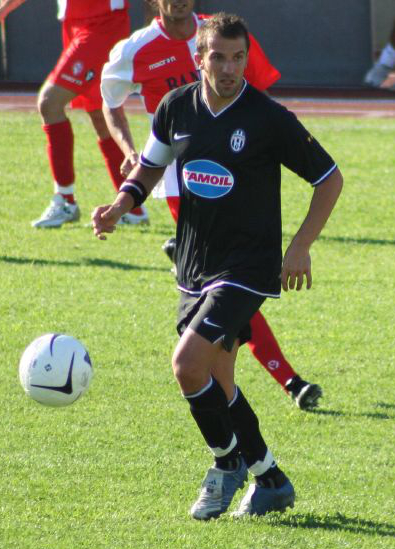
Alessandro Del Piero, migliore marcatore del torneo cadetto con 20 gol, qui in azione con la seconda divisa all black.

Lo sponsor tecnico della Juventus per la stagione 2006-2007 è Nike, mentre lo sponsor ufficiale è Tamoil.
La squadra adotta come prima divisa la classica maglia a strisce bianconere, accompagnata da calzoncini e calzettoni bianchi. La seconda divisa è completamente nera, fatta eccezione per dei bordini bianchi presenti su colletto e maniche. Infine per la terza divisa viene recuperato il completo tricolore della stagione precedente. 
| Casa | Trasferta | Terza divisa |

Le divise dei portieri, fornite nei colori azzurro, grigio, giallo e verde, presentano il template dei portieri Nike di quella stagione: un completo a quarti tono su tono. Tutte le divise sfoggiano le due stelle sulla manica sinistra.
| 1ª portiere | 2ª portiere | 3ª portiere | 4ª portiere |

## Organigramma societario
Area direttiva
- Presidente: Giovanni Cobolli Gigli
- Vice presidente: Roberto Bettega
- Amministratore delegato e direttore generale: Jean-Claude Blanc

Area organizzativa
- Segretario sportivo: Francesco Gianello
- Segretario generale: Lella Guillaume, Claudia Mijno, Morena Mosca
- Team manager: Marco Girotto

Area comunicazione
- Responsabile area comunicazione: Giuseppe Gattino
- Ufficio stampa: Marco Girotto

Area tecnica
- Direttore sportivo: Alessio Secco
- Responsabile osservatori: Pasquale Sensibile
- Allenatore: Didier Deschamps (fino al 26 maggio), Giancarlo Corradini (dal 26 maggio)
- Allenatore in seconda: Giancarlo Corradini (fino al 26 maggio)
- Preparatore atletico: Marco Tardelli, Antonio Pintus, Massimo Neri, Andrea Scanavino
- Preparatore dei portieri: Franco Tancredi, Giorgio Pellizzaro, Claudio Bordon

## Rosa
| N. |                      | Ruolo | Calciatore                            |
| -- | -------------------- | ----- | ------------------------------------- |
| 1  | Italia (bandiera)    | P     | Gianluigi Buffon                      |
| 2  | Italia (bandiera)    | D     | Alessandro Birindelli (vice capitano) |
| 3  | Italia (bandiera)    | D     | Giorgio Chiellini                     |
| 4  | Croazia (bandiera)   | D     | Robert Kovač                          |
| 5  | Croazia (bandiera)   | D     | Igor Tudor                            |
| 6  | Italia (bandiera)    | C     | Cristiano Zanetti                     |
| 8  | Italia (bandiera)    | C     | Giuliano Giannichedda                 |
| 9  | Bulgaria (bandiera)  | A     | Valeri Bojinov                        |
| 10 | Italia (bandiera)    | A     | Alessandro Del Piero (capitano)       |
| 11 | Rep. Ceca (bandiera) | C     | Pavel Nedvěd                          |
| 12 | Italia (bandiera)    | P     | Antonio Mirante                       |
| 13 | Italia (bandiera)    | D     | Felice Piccolo                        |
| 14 | Italia (bandiera)    | D     | Federico Balzaretti                   |
| 15 | Italia (bandiera)    | C     | Claudio Marchisio                     |
| 16 | Italia (bandiera)    | C     | Mauro Germán Camoranesi               |
| 17 | Francia (bandiera)   | A     | David Trezeguet                       |

| N. |                     | Ruolo | Calciatore          |
| -- | ------------------- | ----- | ------------------- |
| 18 | Francia (bandiera)  | D     | Jean-Alain Boumsong |
| 19 | Italia (bandiera)   | C     | Matteo Paro         |
| 20 | Italia (bandiera)   | A     | Raffaele Palladino  |
| 22 | Italia (bandiera)   | P     | Emanuele Belardi    |
| 23 | Paraguay (bandiera) | A     | Tomás Guzmán        |
| 25 | Uruguay (bandiera)  | A     | Marcelo Zalayeta    |
| 27 | Francia (bandiera)  | D     | Jonathan Zebina     |
| 29 | Italia (bandiera)   | C     | Paolo De Ceglie     |
| 30 | Italia (bandiera)   | D     | Nicola Legrottaglie |
| 32 | Italia (bandiera)   | C     | Marco Marchionni    |
| 33 | Italia (bandiera)   | D     | Orlando Urbano      |
| 40 | Italia (bandiera)   | C     | Dario Venitucci     |
| 42 | Italia (bandiera)   | C     | Raffaele Bianco     |
| 43 | Italia (bandiera)   | A     | Sebastian Giovinco  |
| 44 | Italia (bandiera)   | A     | Davide Lanzafame    |

## Calciomercato

### Sessione estiva(dal 01/06 al 31/08)
| Acquisti | Acquisti            | Acquisti      | Acquisti                                   |
| R.       | Nome                | da            | Modalità                                   |
| -------- | ------------------- | ------------- | ------------------------------------------ |
| P        | Emanuele Belardi    | Reggina       | prestito                                   |
| C        | Simone Bentivoglio  | Mantova       | fine prestito                              |
| D        | Jean-Alain Boumsong | Newcastle Utd | definitivo (4 milioni €)                   |
| A        | Valeri Božinov      | Fiorentina    |                                            |
| D        | Mattia Cassani      | Verona        | fine prestito                              |
| C        | Davide Chiumiento   | Le Mans       | fine prestito                              |
| D        | Domenico Criscito   | Genoa         | riscatto compartecipazione (7,5 milioni €) |
| A        | Tomás Guzmán        | Siena         |                                            |
| A        | Olivier Kapo        | Monaco        | fine prestito                              |
| D        | Abdoulay Konko      | Crotone       | fine prestito                              |
| C        | Luigi Lavecchia     | Le Mans       | fine prestito                              |
| D        | Nicola Legrottaglie | Siena         | fine prestito                              |
| C        | Andrea Luci         | Torres        | fine prestito                              |
| C        | Marco Marchionni    | svincolato    |                                            |
| A        | Raffaele Palladino  | Livorno       | fine prestito                              |
| C        | Matteo Paro         | Siena         | fine prestito                              |
| D        | Felice Piccolo      | Lazio         | fine prestito                              |
| A        | Giuseppe Sculli     | Messina       | fine prestito                              |
| D        | Igor Tudor          | Siena         | fine prestito                              |
| D        | Orlando Urbano      | Catanzaro     | fine prestito                              |
| A        | Rey Volpato         | Siena         | fine prestito                              |
| C        | Cristiano Zanetti   | svincolato    |                                            |

| Cessioni | Cessioni            | Cessioni    | Cessioni                    |
| R.       | Nome                | a           | Modalità                    |
| -------- | ------------------- | ----------- | --------------------------- |
| P        | Christian Abbiati   | Milan       | fine prestito               |
| C        | Simone Bentivoglio  | Chievo      | definitivo                  |
| C        | Manuele Blasi       | Fiorentina  | prestito                    |
| P        | Landry Bonnefoi     | Metz        | prestito                    |
| D        | Fabio Cannavaro     | Real Madrid | definitivo (11,5 milioni €) |
| D        | Mattia Cassani      | svincolato  |                             |
| C        | Davide Chiumiento   | Young Boys  | prestito                    |
| C        | Emerson             | Real Madrid | definitivo (11,5 milioni €) |
| A        | Olivier Kapo        | Levante     | prestito                    |
| D        | Abdoulay Konko      | Siena       | definitivo                  |
| A        | Zlatan Ibrahimović  | Inter       | definitivo (24,8 milioni €) |
| C        | Luigi Lavecchia     | Messina     | definitivo                  |
| C        | Andrea Luci         | Pescara     | prestito                    |
| D        | Andrea Masiello     | Siena       | definitivo                  |
| A        | Adrian Mutu         | Fiorentina  | definitivo (8 milioni €)    |
| C        | Rubén Olivera       | Sampdoria   | prestito                    |
| A        | Michele Paolucci    | Ascoli      | prestito                    |
| D        | Gianluca Pessotto   | ritiro      |                             |
| D        | Andrea Rossi        | Siena       | prestito                    |
| P        | Claudio Scarzanella | Crotone     | prestito                    |
| A        | Giuseppe Sculli     | Genoa       | prestito                    |
| D        | Lilian Thuram       | Barcellona  | definitivo (5 milioni €)    |
| C        | Patrick Vieira      | Inter       | definitivo (9,5 milioni €)  |
| A        | Rey Volpato         | Arezzo      | prestito                    |
| A        | Francesco Volpe     | Ravenna     | prestito                    |
| D        | Gianluca Zambrotta  | Barcellona  | definitivo (14 milioni €)   |

### Sessione invernale(dal 01/01 al 31/01)
| Acquisti | Acquisti | Acquisti | Acquisti |
| R.       | Nome     | da       | Modalità |
| -------- | -------- | -------- | -------- |
| /        | /        | /        |          |

| Cessioni | Cessioni     | Cessioni | Cessioni |
| R.       | Nome         | a        | Modalità |
| -------- | ------------ | -------- | -------- |
| A        | Tomás Guzmán | Spezia   | prestito |

## Risultati

### Serie B

#### Girone di andata
| Arbitro: | Saccani (Mantova) |

|               |           |          |
| Ricchiuti 74’ | Marcatori | 60’ Paro |

| Arbitro: | Marelli (Como) |

|                             |           |              |
| Trezeguet 45’ Del Piero 53’ | Marcatori | 59’ Raimondi |

| Arbitro: | De Marco (Chiavari) |

|  |           |                               |
|  | Marcatori | 30’, 77’ Božinov 36’ Boumsong |

| Arbitro: | Pieri (Lucca) |

|                                             |           |  |
| Trezeguet 38’, 70’ Del Piero 42’ Nedvěd 73’ | Marcatori |  |

| Arbitro: | Bertini (Arezzo) |

|  |           |                    |
|  | Marcatori | 29’, 45’ Trezeguet |

| Arbitro: | Tagliavento (Terni) |

|                                 |           |  |
| Del Piero 6’ Colombo 22’ (aut.) | Marcatori |  |

| Arbitro: | Farina (Novi Ligure) |

|  |           |             |
|  | Marcatori | 31’ Zanetti |

| Arbitro: | Bergonzi (Genova) |

|  |           |             |
|  | Marcatori | 33’ Zanetti |

| Arbitro: | Squillace (Catanzaro) |

|               |           |  |
| Del Piero 73’ | Marcatori |  |

| Arbitro: | Rizzoli (Bologna) |

|                |           |               |
| Bogliacino 73’ | Marcatori | 67’ Del Piero |

| Arbitro: | Ciampi (Roma 1) |

|                 |           |  |
| Nedvěd 18’, 57’ | Marcatori |  |

| Arbitro: | Brighi (Cesena) |

|                    |           |               |
| Joelson 25’ (rig.) | Marcatori | 52’ Palladino |

| Arbitro: | Gervasoni (Mantova) |

|                                                  |           |             |
| Božinov 64’, 74’ Palladino 90+1’ De Ceglie 90+4’ | Marcatori | 62’ Osvaldo |

| Arbitro: | Farina (Novi Ligure) |

|           |           |            |
| Jurić 74’ | Marcatori | 71’ Nedvěd |

| Arbitro: | Pierpaoli (Firenze) |

|                |           |  |
| Camoranesi 54’ | Marcatori |  |

| Arbitro: | Banti (Livorno) |

|                             |           |                |
| Del Piero 17’ Trezeguet 25’ | Marcatori | 62’ Papa Waigo |

| Arbitro: | Messina (Bergamo) |

|  |           |              |
|  | Marcatori | 74’ Zalayeta |

| Arbitro: | Celi (Campobasso) |

|                             |           |                            |
| Trezeguet 58’ Palladino 65’ | Marcatori | 80’ (rig.), 83’ Martinetti |

| Arbitro: | Giannoccaro (Lecce) |

|                  |           |  |
| Kovač 53’ (aut.) | Marcatori |  |

| Arbitro: | De Marco (Chiavari) |

|                                             |           |                            |
| Trezeguet 34’ Nedvěd 45’, 73’ Del Piero 67’ | Marcatori | 1’ Santoruvo 89’ Gervasoni |

| Arbitro: | Rocchi (Firenze) |

|               |           |              |
| Confalone 39’ | Marcatori | 90+2’ Nedvěd |

#### Girone di ritorno
| Torino 17 aprile 2007, ore 20:30 CEST 22ª giornata | Juventus        | 0 – 0 referto | Rimini | Stadio Olimpico (17 232 spett.)\| Arbitro: \| Ciampi (Roma 1) \| |
| Arbitro:                                           | Ciampi (Roma 1) |               |        |                                                                  |

| Arbitro: | Tagliavento (Terni) |

|                         |           |                            |
| Nastos 73’ Paonessa 78’ | Marcatori | 6’ Palladino 60’ Del Piero |

| Arbitro: | Damato (Barletta) |

|                                                   |           |  |
| Nedvěd 17’ Balzaretti 23’ Del Piero 44’, 65’, 79’ | Marcatori |  |

| Arbitro: | Marelli (Como) |

|  |           |                       |
|  | Marcatori | 86’ (aut.) Centurioni |

| Arbitro: | Bertini (Arezzo) |

|                                               |           |  |
| Trezeguet 1’ Del Piero 51’ (rig.), 69’, 90+3’ | Marcatori |  |

| Arbitro: | De Marco (Chiavari) |

|                         |           |               |
| Serafini 4’, 26’, 45+1’ | Marcatori | 10’ Del Piero |

| Arbitro: | Bergonzi (Genova) |

|               |           |  |
| Palladino 71’ | Marcatori |  |

| Arbitro: | Mazzoleni (Bergamo) |

|                                                     |           |               |
| Camoranesi 8’ Palladino 27’, 45+2’, 60’ Božinov 81’ | Marcatori | 7’ Piovaccari |

| Arbitro: | Saccani (Mantova) |

|  |           |                     |
|  | Marcatori | 58’, 90+2’ Zalayeta |

| Arbitro: | Ayroldi (Molfetta) |

|                              |           |  |
| Camoranesi 18’ Del Piero 49’ | Marcatori |  |

| Arbitro: | Girardi (San Donà di Piave) |

|  |           |                |
|  | Marcatori | 74’ Birindelli |

| Arbitro: | Damato (Barletta) |

|                |           |             |
| Balzaretti 38’ | Marcatori | 32’ Ruopolo |

| Arbitro: | Pantana (Macerata) |

|              |           |                                            |
| Polenghi 15’ | Marcatori | 11’ Marchionni 47’ Zalayeta 64’ Camoranesi |

| Arbitro: | Morganti (Ascoli Piceno) |

|                                        |           |               |
| Nedvěd 19’ Chiellini 38’ Trezeguet 66’ | Marcatori | 45+2’ Di Vaio |

| Arbitro: | Trefoloni (Siena) |

|  |           |              |
|  | Marcatori | 44’ Boumsong |

| Arbitro: | Stefanini (Prato) |

|                             |           |                          |
| Salvetti 12’ Papa Waigo 56’ | Marcatori | 41’ Trezeguet 42’ Nedvěd |

| Arbitro: | Ayroldi (Molfetta) |

|                                           |           |              |
| Del Piero 37’, 86’ (rig.) Trezeguet 90+2’ | Marcatori | 27’ Bellucci |

| Arbitro: | Rizzoli (Bologna) |

|                  |           |                                                     |
| Floro Flores 45’ | Marcatori | 19’, 76’ Del Piero 34’, 49’ Chiellini 87’ Trezeguet |

| Arbitro: | Romeo (Verona) |

|                          |           |  |
| Trezeguet 55’ Nedvěd 73’ | Marcatori |  |

| Arbitro: | De Marco (Chiavari) |

|            |           |  |
| Carrus 57’ | Marcatori |  |

| Arbitro: | Brighi (Cesena) |

|                          |           |                                      |
| Trezeguet 27’ Bianco 69’ | Marcatori | 26’ Pecorari 66’ Guidetti 90’ Padoin |

### Coppa Italia

#### Preliminari
| Arbitro: | Rizzoli (Bologna) |

|  |           |                                      |
|  | Marcatori | 7’ Marchionni 35’ Božinov 81’ Nedvěd |

| Arbitro: | Bertini (Arezzo) |

|                       |           |                           |
| Balzaretti 24’ (aut.) | Marcatori | 45’ Božinov 74’ Del Piero |

| Arbitro: | Trefoloni (Siena) |

|                                                              |                      |                                                                    |
| Bucchi 39’ Calaiò 54’ Cannavaro 120+2’                       | Marcatori            | 27’ Chiellini 79’, 120’ Del Piero                                  |
| Trotta Bucchi Domizzi Dalla Bona Cannavaro Montervino Amodio | Tiri di rigore 5 – 4 | Buffon Guzmán Birindelli Marchionni Del Piero Chiellini Balzaretti |

## Statistiche

### Statistiche di squadra
| Competizione | Punti | In casa | In casa | In casa | In casa | In casa | In casa | In trasferta | In trasferta | In trasferta | In trasferta | In trasferta | In trasferta | Totale | Totale | Totale | Totale | Totale | Totale | DR  |
| Competizione | Punti | G       | V       | N       | P       | Gf      | Gs      | G            | V            | N            | P            | Gf           | Gs           | G      | V      | N      | P      | Gf     | Gs     | DR  |
| ------------ | ----- | ------- | ------- | ------- | ------- | ------- | ------- | ------------ | ------------ | ------------ | ------------ | ------------ | ------------ | ------ | ------ | ------ | ------ | ------ | ------ | --- |
| Serie B      | 85    | 21      | 17      | 3       | 1       | 52      | 14      | 21           | 11           | 7            | 3            | 31           | 16           | 42     | 28     | 10     | 4      | 83     | 30     | +53 |
| Coppa Italia | -     | 0       | 0       | 0       | 0       | 0       | 0       | 3            | 2            | 1            | 0            | 8            | 4            | 3      | 2      | 1      | 0      | 8      | 4      | +4  |
| Totale       | -     | 21      | 17      | 3       | 1       | 52      | 14      | 24           | 13           | 8            | 3            | 39           | 20           | 45     | 30     | 11     | 4      | 91     | 34     | +57 |

### Andamento in campionato
| Giornata  | 1 | 2 | 3 | 4 | 5 | 6 | 7 | 8 | 9 | 10 | 11 | 12 | 13 | 14 | 15 | 16 | 17 | 18 | 19 | 20 | 21 | 22 | 23 | 24 | 25 | 26 | 27 | 28 | 29 | 30 | 31 | 32 | 33 | 34 | 35 | 36 | 37 | 38 | 39 | 40 | 41 | 42 |
| --------- | - | - | - | - | - | - | - | - | - | -- | -- | -- | -- | -- | -- | -- | -- | -- | -- | -- | -- | -- | -- | -- | -- | -- | -- | -- | -- | -- | -- | -- | -- | -- | -- | -- | -- | -- | -- | -- | -- | -- |
| Luogo     | T | C | T | C | T | C | T | T | C | T  | C  | T  | C  | T  | C  | C  | T  | C  | T  | C  | T  | C  | T  | C  | T  | C  | T  | C  | C  | T  | C  | T  | C  | T  | C  | T  | T  | C  | T  | C  | T  | C  |
| Risultato | N | V | V | V | V | V | V | V | V | N  | V  | N  | V  | N  | V  | V  | V  | N  | P  | V  | N  | N  | N  | V  | V  | V  | P  | V  | V  | V  | V  | V  | N  | V  | V  | V  | N  | V  | V  | V  | P  | P  |

Legenda:

Luogo: C = Casa; T = Trasferta. Risultato: V = Vittoria; N = Pareggio; P = Sconfitta.

### Statistiche dei giocatori
| Giocatore       | Serie B  | Serie B | Serie B     | Serie B    | Coppa Italia | Coppa Italia | Coppa Italia | Coppa Italia | Totale   | Totale | Totale      | Totale     |
| Giocatore       | Presenze | Reti    | Ammonizioni | Espulsioni | Presenze     | Reti         | Ammonizioni  | Espulsioni   | Presenze | Reti   | Ammonizioni | Espulsioni |
| --------------- | -------- | ------- | ----------- | ---------- | ------------ | ------------ | ------------ | ------------ | -------- | ------ | ----------- | ---------- |
| F. Balzaretti   | 37       | 2       | 7           | 1          | 3            | 0            | 1            | 0            | 40       | 2      | 8           | 1          |
| R. Bianco       | 4        | 1       | 0           | 0          | 0            | 0            | 0            | 0            | 4        | 1      | 0           | 0          |
| A. Birindelli   | 37       | 1       | 10          | 0          | 3            | 0            | 0            | 0            | 40       | 1      | 10          | 0          |
| V. Bojinov      | 18       | 5       | 1           | 0          | 3            | 2            | 0            | 0            | 21       | 7      | 1           | 0          |
| J. Boumsong     | 33       | 2       | 1           | 0          | 0            | 0            | 0            | 0            | 33       | 2      | 1           | 0          |
| G. Buffon       | 37       | -21     | 0           | 1          | 3            | -4           | 0            | 0            | 40       | -25    | 0           | 1          |
| M. Camoranesi   | 33       | 4       | 6           | 0          | 2            | 0            | 1            | 1            | 35       | 4      | 7           | 1          |
| G. Chiellini    | 32       | 3       | 6           | 1          | 3            | 1            | 0            | 0            | 35       | 4      | 6           | 1          |
| P. De Ceglie    | 8        | 1       | 0           | 0          | 0            | 0            | 0            | 0            | 8        | 1      | 0           | 0          |
| A. Del Piero    | 35       | 20      | 4           | 0          | 2            | 3            | 1            | 0            | 37       | 23     | 5           | 0          |
| G. Giannichedda | 20       | 0       | 7           | 1          | 3            | 0            | 1            | 0            | 23       | 0      | 8           | 1          |
| S. Giovinco     | 3        | 0       | 0           | 0          | 0            | 0            | 0            | 0            | 3        | 0      | 0           | 0          |
| T. Guzmán       | 1        | 0       | 0           | 0          | 2            | 0            | 0            | 0            | 3        | 0      | 0           | 0          |
| R. Kovač        | 17       | 0       | 3           | 0          | 2            | 0            | 0            | 0            | 19       | 0      | 3           | 0          |
| D. Lanzafame    | 1        | 0       | 0           | 0          | 0            | 0            | 0            | 0            | 1        | 0      | 0           | 0          |
| N. Legrottaglie | 10       | 0       | 1           | 1          | 2            | 0            | 0            | 0            | 12       | 0      | 1           | 1          |
| M. Marchionni   | 25       | 1       | 0           | 0          | 3            | 1            | 0            | 0            | 28       | 2      | 0           | 0          |
| C. Marchisio    | 25       | 0       | 4           | 1          | 1            | 0            | 0            | 0            | 26       | 0      | 4           | 1          |
| A. Mirante      | 7        | -9      | 0           | 0          | 0            | 0            | 0            | 0            | 7        | -9     | 0           | 0          |
| P. Nedvěd       | 33       | 11      | 8           | 1          | 3            | 1            | 1            | 0            | 36       | 12     | 9           | 1          |
| R. Palladino    | 25       | 8       | 1           | 0          | 0            | 0            | 0            | 0            | 25       | 8      | 1           | 0          |
| M. Paro         | 28       | 1       | 3           | 0          | 2            | 0            | 0            | 0            | 30       | 1      | 3           | 0          |
| F. Piccolo      | 7        | 0       | 0           | 0          | 0            | 0            | 0            | 0            | 7        | 0      | 0           | 0          |
| D. Trezeguet    | 31       | 15      | 3           | 0          | 1            | 0            | 0            | 0            | 32       | 15     | 3           | 0          |
| D. Venitucci    | 5        | 0       | 0           | 0          | 0            | 0            | 0            | 0            | 5        | 0      | 0           | 0          |
| M. Zalayeta     | 16       | 4       | 4           | 0          | 1            | 0            | 0            | 0            | 17       | 4      | 4           | 0          |
| C. Zanetti      | 25       | 2       | 11          | 0          | 3            | 0            | 2            | 0            | 28       | 2      | 13          | 0          |
| J. Zebina       | 24       | 0       | 9           | 1          | 0            | 0            | 0            | 0            | 24       | 0      | 9           | 1          |